# Wehrgeschichtliches Museum Rastatt

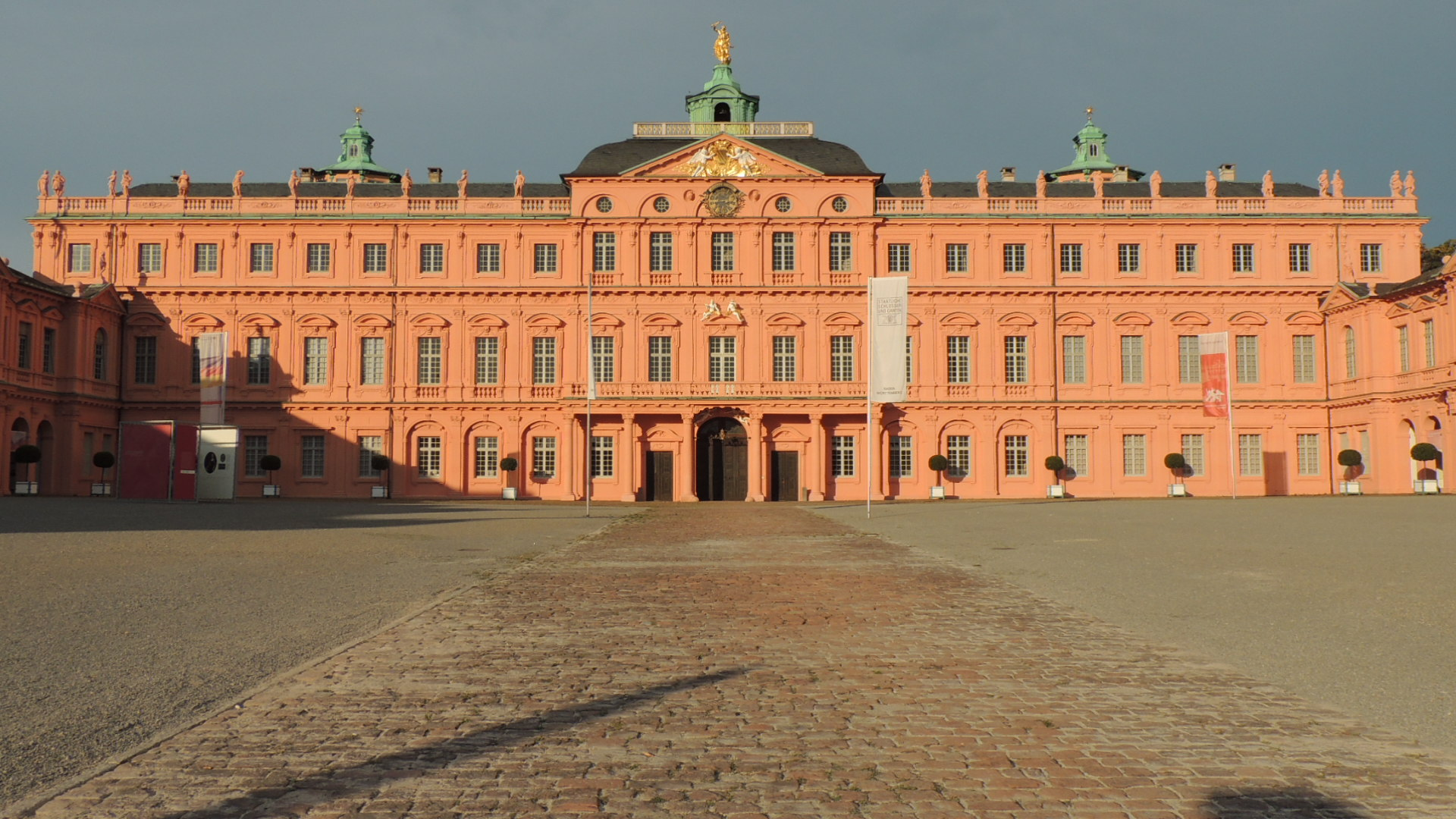
Das Rastatter Schloss beherbergt im Südflügel das Wehrgeschichtliche Museum.

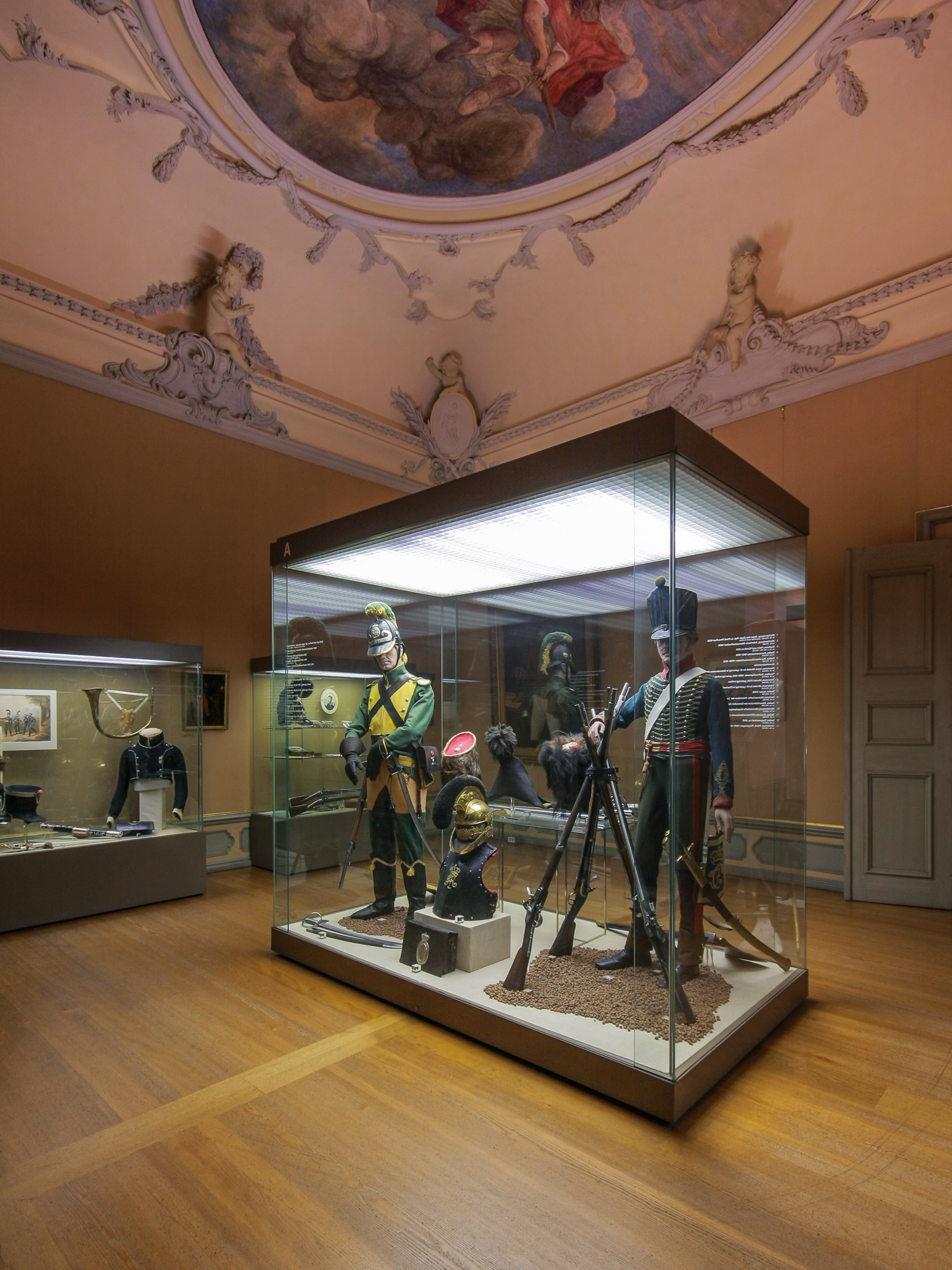
Ausstellungsraum mit Uniformen

Das Wehrgeschichtliche Museum Rastatt (WGM) behandelt die neuzeitliche deutsche Militärgeschichte. Es befindet sich im Südflügel des Residenzschlosses in Rastatt.

## Ausstellungen
Der Schwerpunkt der Dauerausstellung liegt auf der Militärgeschichte des deutschen Südwestens, also für die Zeit von 1500 bis 1800 bezogen auf die Territorien des Schwäbischen Reichskreises. Es werden der Dreißigjährige Krieg und die zahlreichen Konflikte mit Frankreich aufgezeigt, die bis hin zum Rastatter Kongress und den Koalitionskriegen während der Zeit Napoleons stattfanden. Die Person des „Türkenlouis“ und seine Rolle in den Kriegen gegen das Osmanische Reich werden eingehend behandelt. Für die Zeit des 19. Jahrhunderts werden die Armeen des Königreichs Württemberg und des Großherzogtums Baden mit Waffen aus der Produktion der Badischen Gewehrfabrik vorgestellt sowie unter anderem die militärischen Ereignisse während der Badischen Revolution, der Reichseinigungskriege und des Ersten Weltkriegs. Dabei steht nicht nur die reine Militärgeschichte im Vordergrund, sondern es wird auch Wert auf die Darstellung des Zusammenhangs von Militär und Gesellschaft gelegt. Teil der Dauerausstellung ist unter anderem auch ein Modell der Bundesfestung Rastatt und ein Großdiorama, welches aus über 6.000 Zinnfiguren besteht.
Neben der Dauerausstellung gibt es drei sogenannte Studiensammlungen (zu Blankwaffen, Rangabzeichen und Militärmusik): Diese zeigen Uniformen, Ausrüstungsgegenstände, Waffen, Orden, Schriftstücke und Grafiken aus der jeweiligen Zeit. Die Exponate stammen aus beinahe allen deutschen Staaten des 18. und 19. Jahrhunderts.
Von Zeit zu Zeit stattfindende Sonderausstellungen beschäftigen sich mit spezielleren Aspekten der Militärgeschichte.

## Geschichte
Das Museum wurde 1934 als Badisches Armeemuseum in Karlsruhe gegründet, zu ihm gehörten die militärischen Bestände des Badischen Landesmuseums wie auch ausgewählte Bestände des Freiburger Augustinermuseums.
Im Jahre 1956 wurde es im Rastatter Schloss untergebracht. Die Ausstellungsstücke kamen aus dem Badischen Armeemuseum und teilweise aus dem Fundus des ehemaligen Württembergischen Armeemuseums. Die Sammlungen wurden im Laufe der Zeit durch Stiftungen und Ankäufe ständig erweitert. Bis 1996 befand sich das Museum in der Trägerschaft der Bundeswehr.
Nach mehrjähriger Schließung wegen Umbaus und Neukonzeption wurde das Museum 1999 in seiner heutigen Form wiedereröffnet. Es steht seither unter der Leitung einer eigenständigen GmbH, die getragen wird durch das Land Baden-Württemberg, die Stadt Rastatt und einen Förderverein, über den sich auch das Bundesministerium der Verteidigung an der weiteren Finanzierung des Museums beteiligt. Die mittlerweile auf etwa 80.000 Exponate angewachsene Sammlung gehört zum überwiegenden Teil dem Land Baden-Württemberg.
Zu den ehemaligen Museumsleitern gehörten u. a. Erich Blankenhorn, Karl-Hermann Freiherr von Brand zu Neidstein, Siegfried Fiedler, Ernst-Heinrich Schmidt, Joachim Niemeyer und Kai Uwe Tapken.
Vorsitzender des Fördervereins war u. a. Oberst a. D. Friedhelm Klein. Seit 2015 ist Brigadegeneral a. D. Manfred Hofmeyer Vorsitzender.

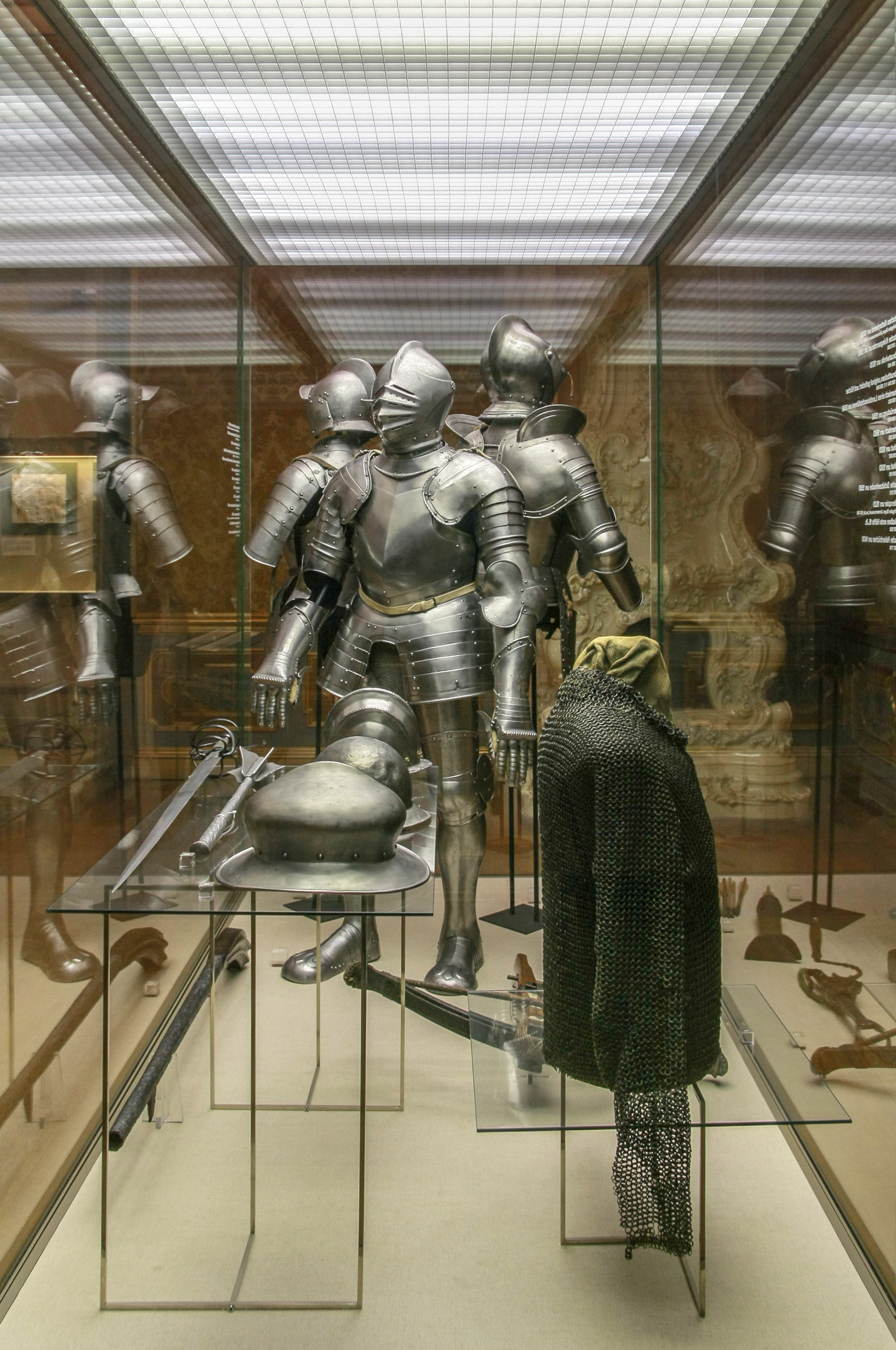
Mittelalterliche Rüstungen
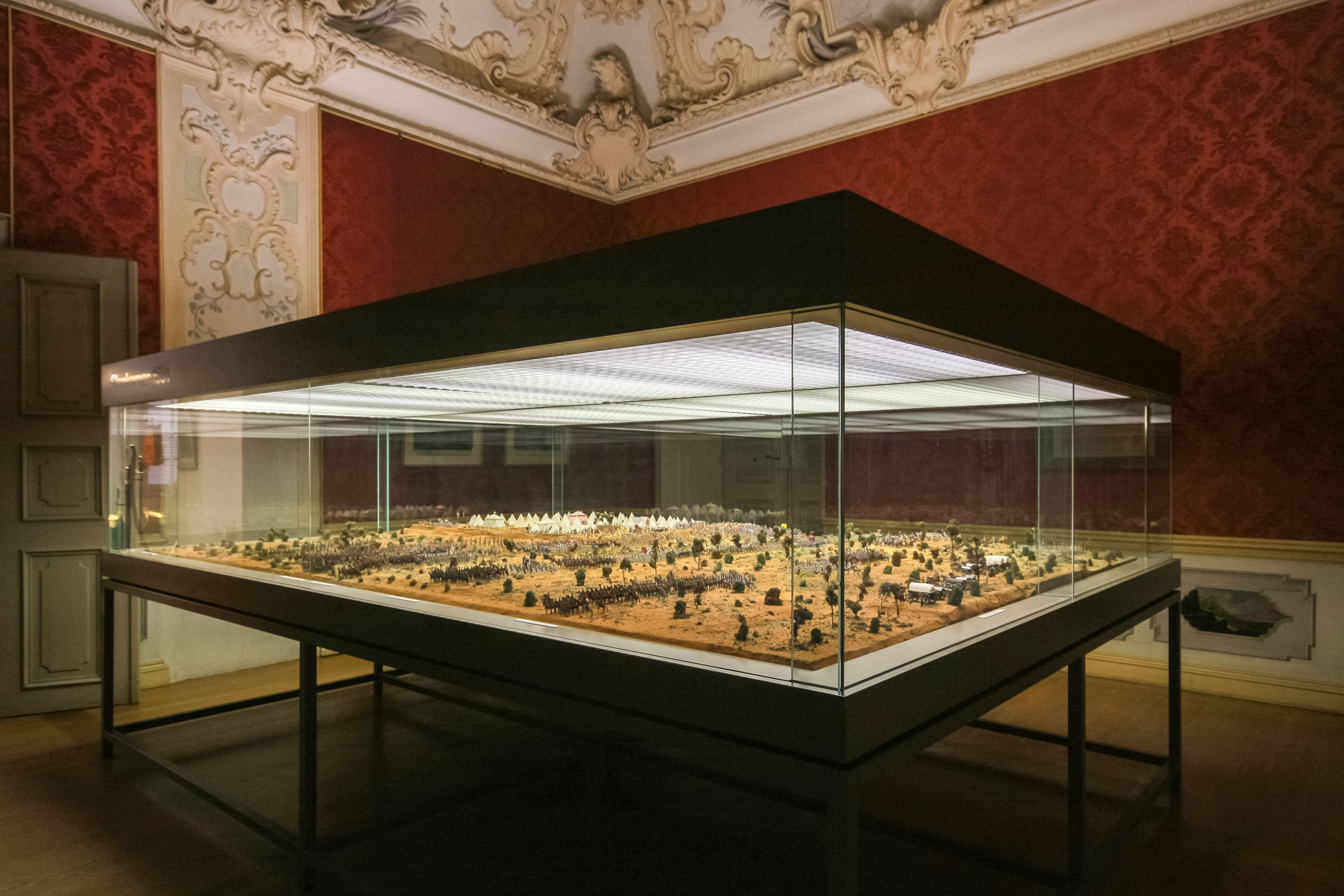
Diorama der Schlacht bei Slankamen
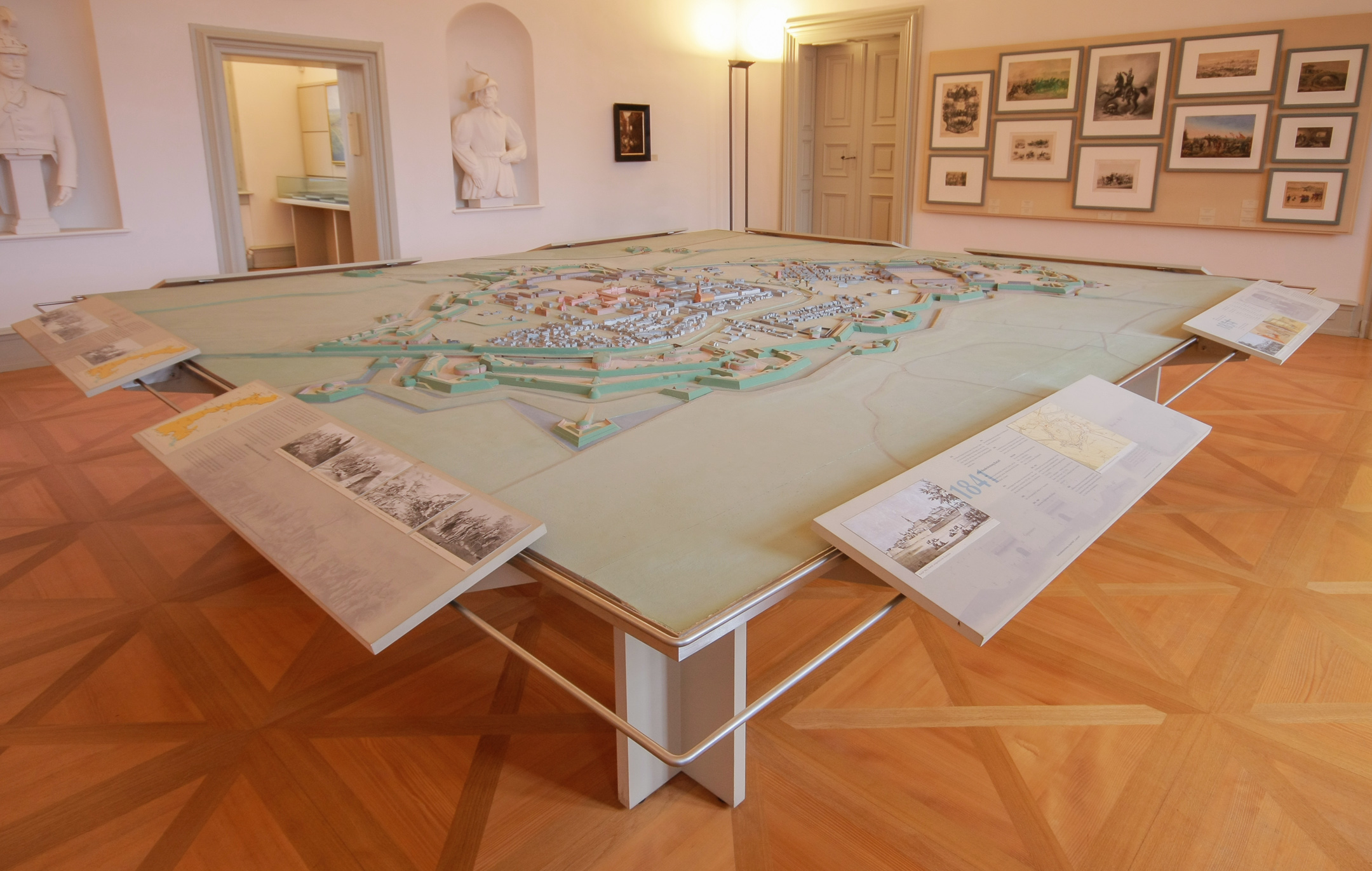
Reliefmodell der Festung Rastatt
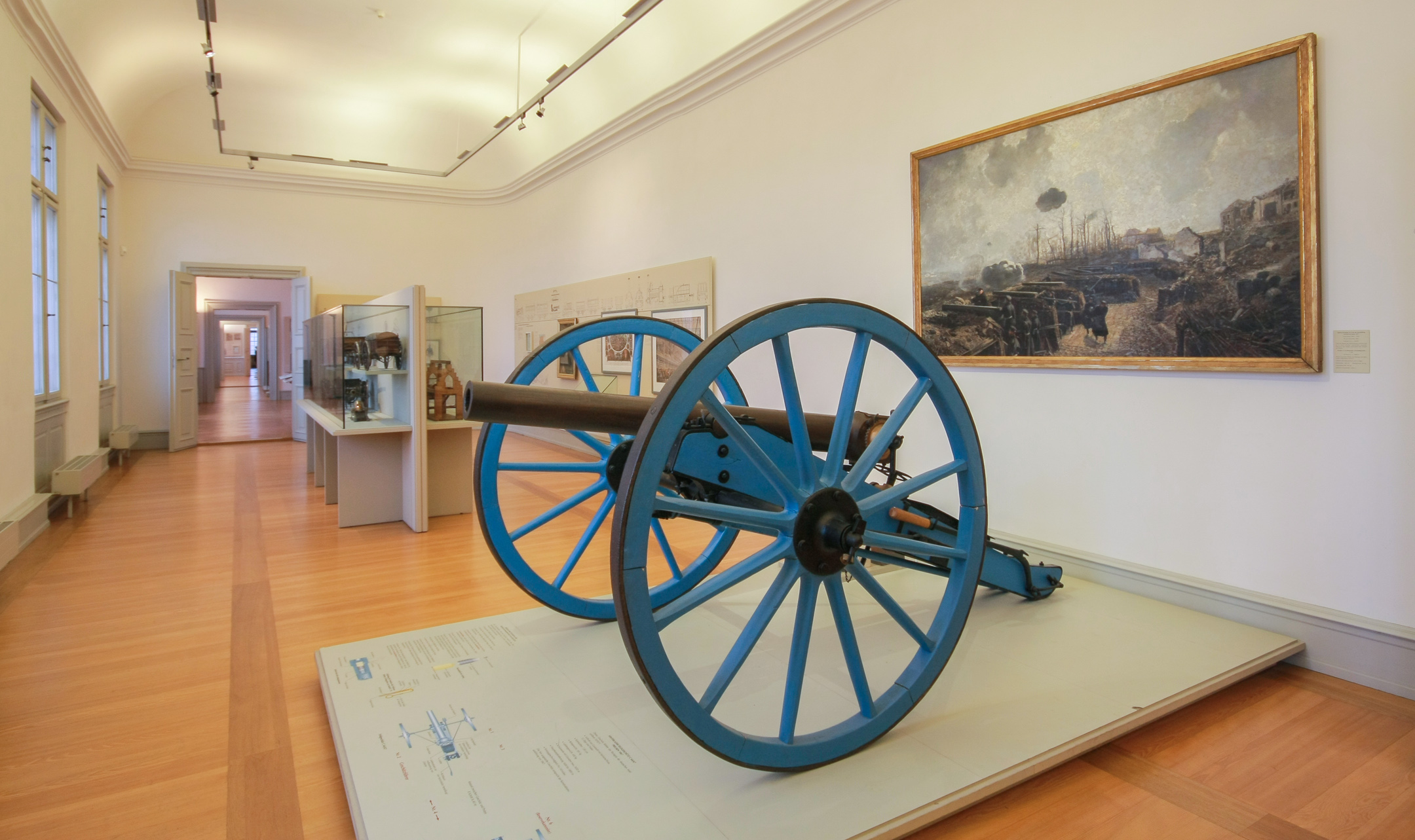
Artilleriegeschütz
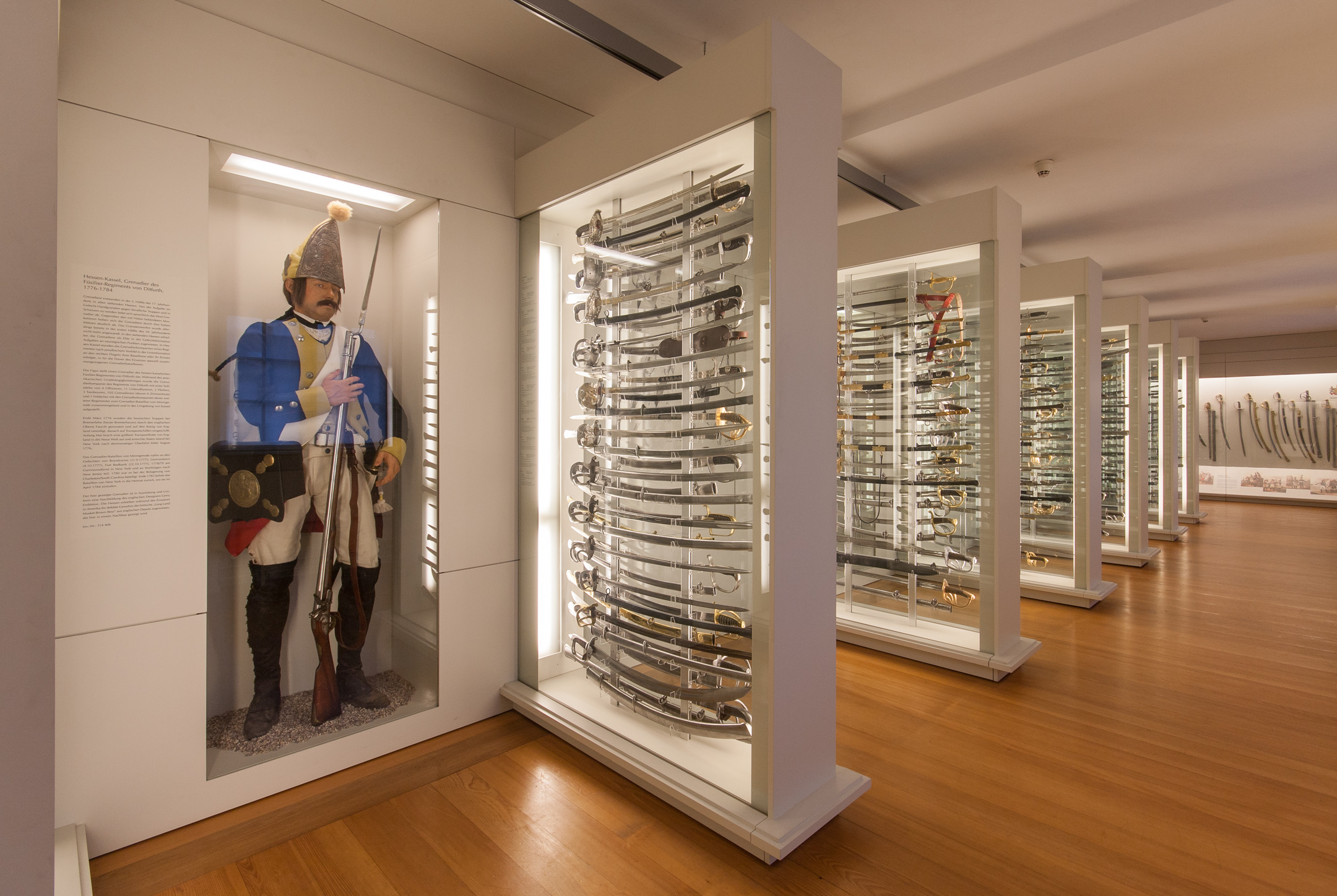
Sammlung von Blankwaffen
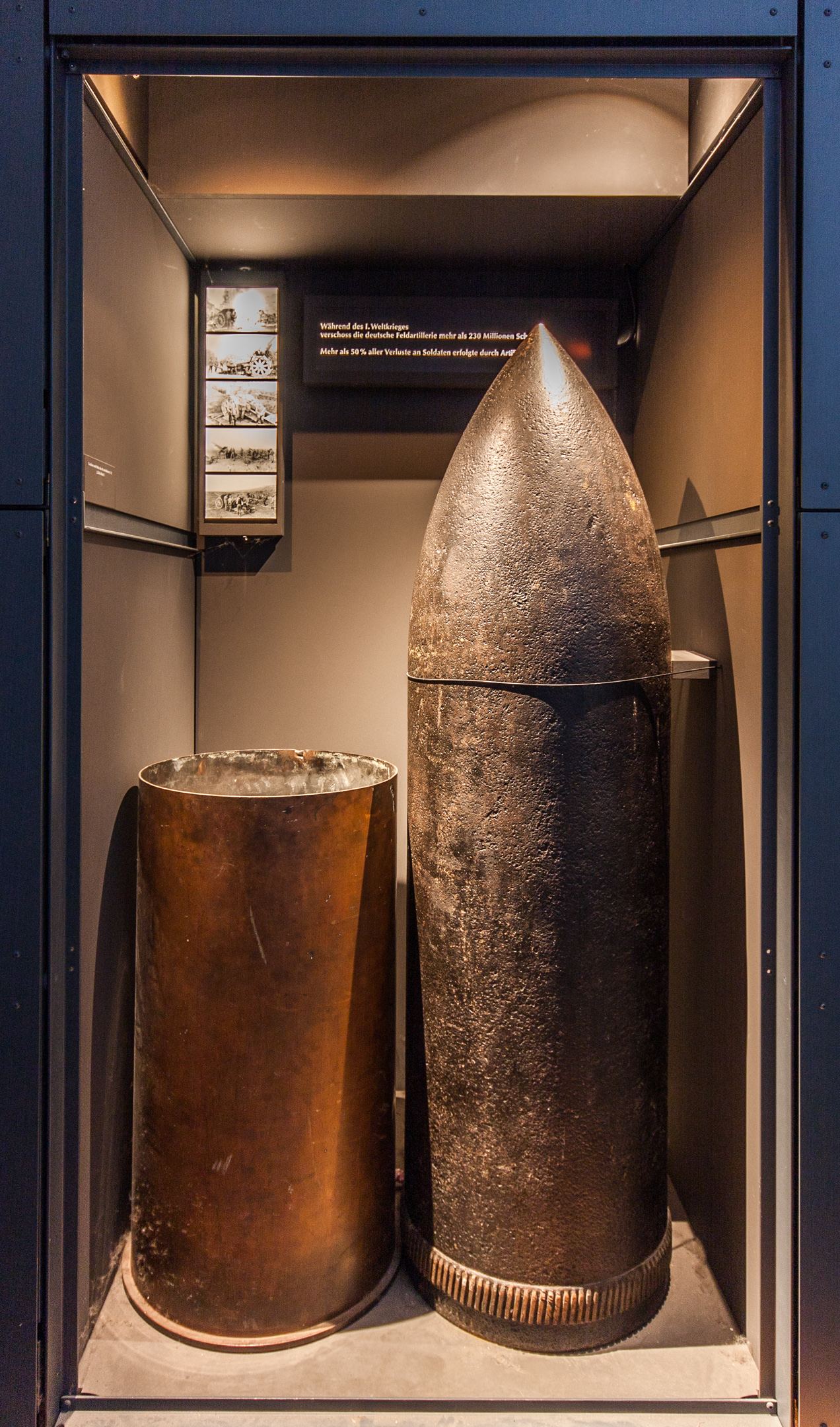
Geschoss und Geschosshülse der Dicken Bertha
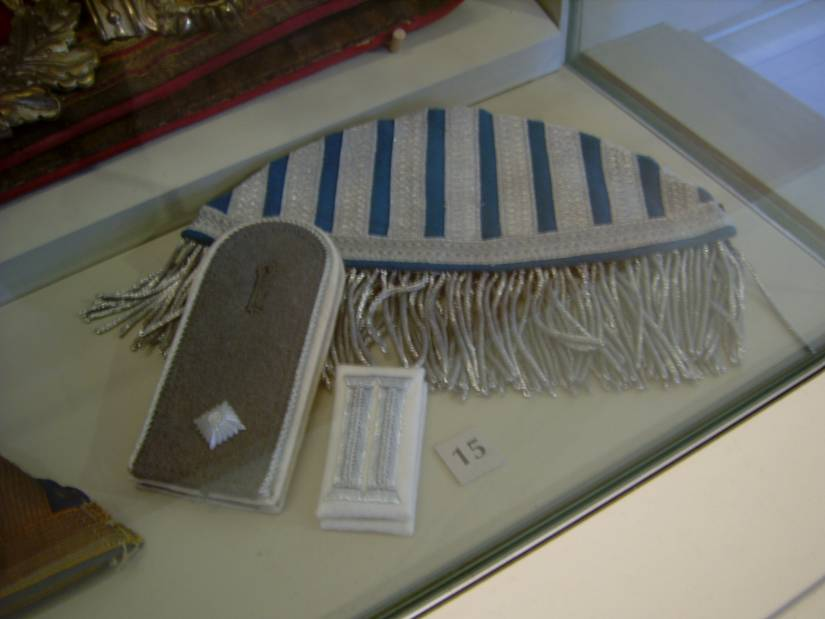
Schwalbennester und Kragenspiegel
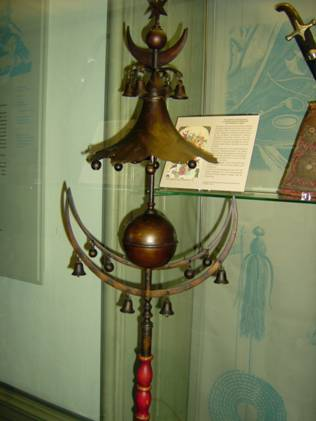
Osmanischer Schellenbaum